# Amarílio Ferreira Júnior
Amarílio Ferreira Junior (Campo Grande, 11 de fevereiro de 1954 – Campo Grande, 3 de abril de 2024) foi um historiador, professor e pesquisador brasileiro. da Universidade Federal de Mato Grosso do Sul e da Universidade Federal de São Carlos. Também foi ativista político do PCB e do PT.

## Juventude e militância política
Como muitas crianças de sua geração, Amarílio Ferreira Jr. descendia de uma família do meio rural, e era o filho mais velho de Amarílio Ferreira e Moralina Medeiros Ferreira. Precisando morar com parentes durante a infância, aprendeu a exercer trabalhos domésticos e a se “virar sozinho”, ser independente, um aprendizado que praticaria por toda a vida. Aos onze anos de idade, aluno interno do Seminário no Colégio Salesiano de Araçatuba, foi expulso por ter praticado um ato infantil de rebeldia contra os padres. Deixou o Seminário aos prantos devido a uma pedagogia que não soube compreender a sua condição de criança, tal como já fora registrado em obras clássicas da literatura brasileira.
Amarílio concluiu o ensino secundário no Colégio Dom Bosco, em Campo Grande. Precisando trabalhar, foi contratado como funcionário do Banco Itaú onde sua função era levar malotes de cheques para compensação. Nessa condição foi alvo de um assalto à mão armada e, no tiroteio entre a polícia e criminosos, escapou da morte por um triz. Durante esses anos, estudou por conta própria, lendo tudo o que lhe “caía nas mãos”, e foi pelo jornal O Estado de S. Paulo que acompanhou os acontecimentos mundiais e brasileiros da primeira metade da década de 1970, tomando consciência da Guerra Fria e da ditadura militar brasileira. Apaixonado pelo cineclubismo, passou a admirar o Cinema Novo e a obra de Gláuber Rocha.
Em 1975, ingressou no Curso de História das Faculdades Unidas Católicas de Mato Grosso (FUCMT) onde logo se destacou pelos seus conhecimentos e postura contrária à ditadura, condição que o fez aderir ao Partido Comunista Brasileiro (PCB) que estava se reorganizando no sul de Mato Grosso, e, desde então, a política passou a ser intrínseca à sua vida. Em 1976, foi eleito Presidente do Diretório Acadêmico Félix Zavattaro (DAFEZ) época em que os diretórios acadêmicos e sindicatos operários eram vanguardas na luta pela democracia no Brasil. Juntamente com colegas da FUCMT e da Universidade Federal de Mato Grosso do Sul, criou o Trote Cultural; o Cine-Clube e organizou a caravana que partiu, de ônibus, de Campo Grande rumo a Salvador para a reconstrução da UNE em 1979.

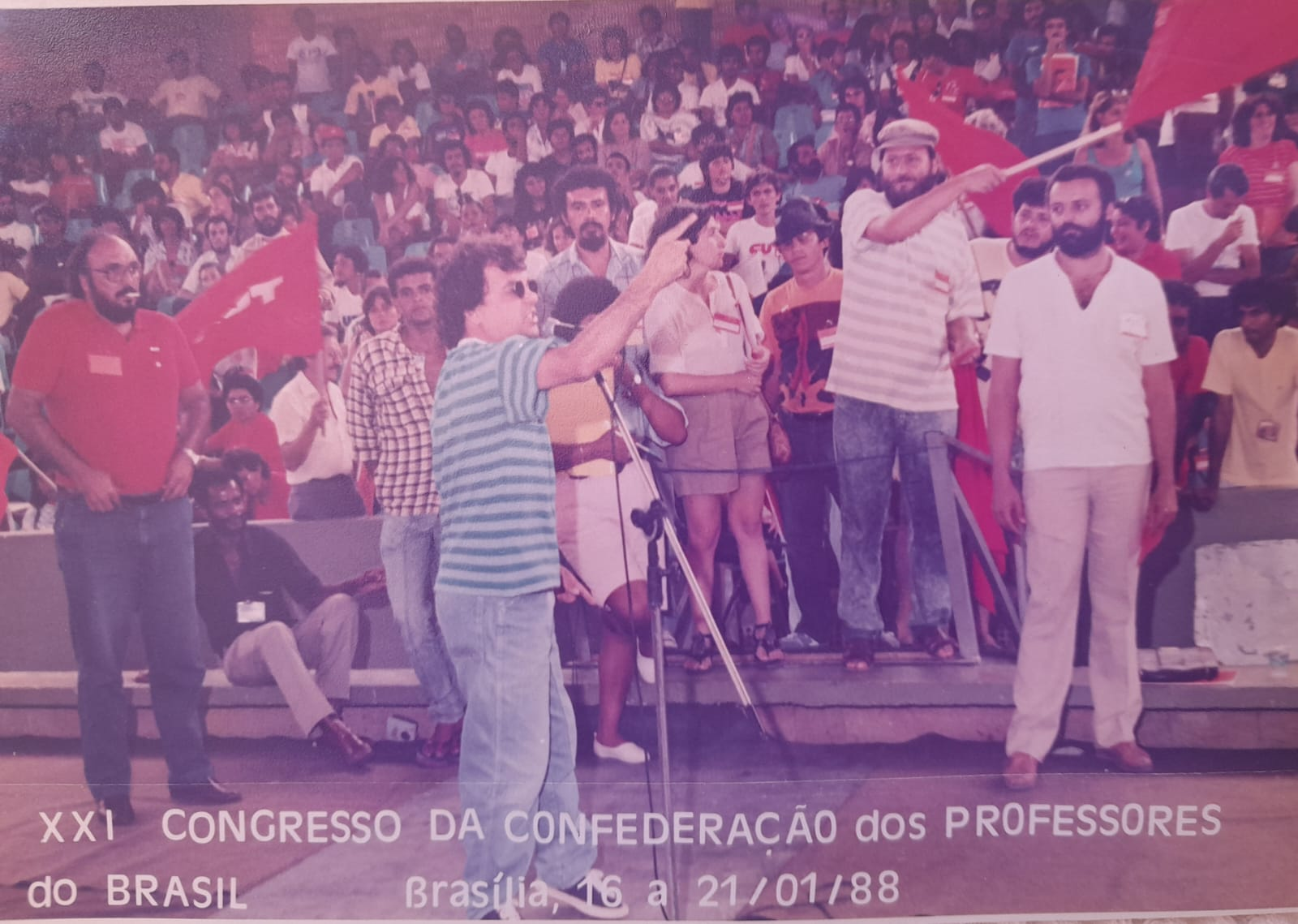
Amarílio discursando no XXI Congresso da Confederação dos Professores do Brasil, em Brasília, no ano de 1988.

Após concluir a Graduação, Amarílio prestou concurso para a rede estadual de Mato Grosso do Sul (1981) passando a lecionar na escola da Vila dos Ferroviários, em Campo Grande. Ao mesmo tempo, cursou uma segunda Graduação, dessa vez em Pedagogia, na UFMS. Como professor da escola pública, Amarílio integrou o movimento nacional que começava a se organizar em sindicatos por melhores condições de trabalho e por democracia na educação. Em 1981, foi eleito Presidente da Associação Campo-Grandense de Professores (ACP) e, durante o governo de Pedro Pedrossian, liderou a primeira greve por reajuste salarial e por liberdade de expressão nas escolas públicas, um marco nas lutas democráticas em Mato Grosso do Sul. Nessa fase de sua vida, destacou-se também como ativista e orador nos Congressos da Confederação de Professores do Brasil (CPB) defendendo a unidade da categoria docente.
Em 1981, Amarílio foi preso em Campo Grande durante uma ação política contra a ditadura, o que lhe causou demissão nas escolas em que lecionava. O Movimento Matogrossense pela Anistia e Direitos Humanos lançou um Manifesto à Nação denunciando a repressão, que foi registrada nos documentos secretos do Serviço Nacional de Informações (SNI), conforme apurou o próprio Amarílio, em agosto de 2023, no Arquivo Nacional.

Sobre a sua participação na luta pela democracia, a Vereadora Luiza Ribeiro homenageou Amarílio na Câmara de Vereadores de Campo Grande -MS, no dia 11 de fevereiro de 2025, propondo o seu nome para designar uma Escola de Educação Infantil (EMEI) na capital. Segundo ela, “Amarílio se tornou referência de sua geração, um dos mais influentes ativistas contra a ditadura militar (1964-1985), e deixou uma contribuição inestimável para a educação e para a história política de Mato Grosso do Sul e do Brasil. Por ocasião do aniversário de 159 anos da cidade de São Carlos - SP, Amarílio disse ao Portal G1: 
É incrível como é possível, pelos nomes das ruas, nós associarmos a própria fundação da cidade com a história do Brasil a partir do século XIX
Nos dois partidos de esquerda em que atuou, o PCB (1976 – 1988) e o Partido dos Trabalhadores (1988 – 2024), Amarílio adotou sempre a mesma conduta, conforme definiu Fausto Matto Grosso, “o estilo de pensar e agir do PCB, uma cultura composta por três elementos: pensar a realidade brasileira, defender a democracia e acreditar na política como forma de luta”.

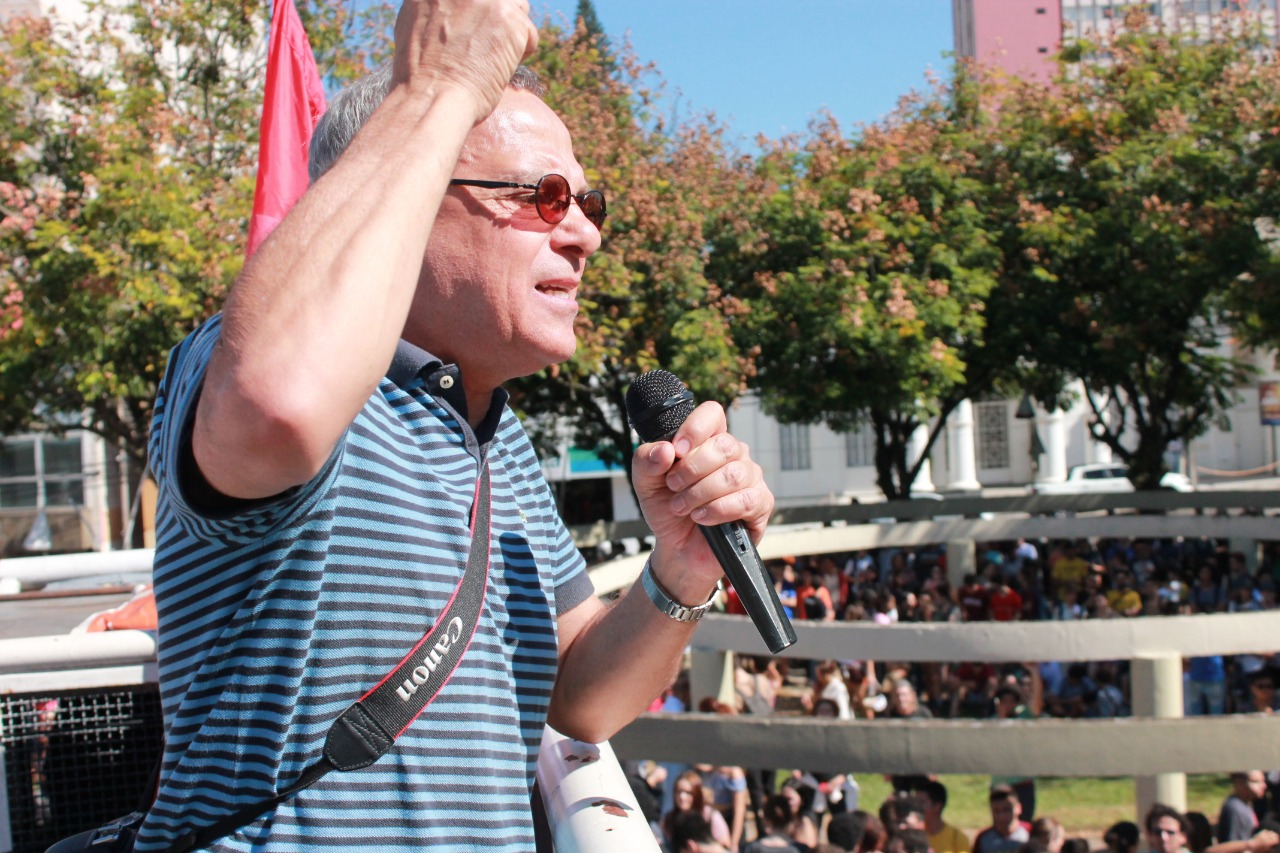
Amarílio discursando na cidade de São Carlos, no ano de 2018, por ocasião da Reforma da Previdência.

No PT de São Carlos (SP), Amarílio se engajou em todas as eleições da cidade além de ter sido membro da Direção Municipal. Ficou conhecido por sua combatividade, proposição de políticas amplas e discursos públicos.

## No Instituto de Ciências Sociais de Moscou
Em 1984, de acordo com a política de formação de quadros do PCB, Amarílio Ferreira Jr, seguiu em missão de estudos para o Instituto de Ciências Sociais de Moscou onde realizou cursos de Filosofia e Teoria Política. Como aluno de professores especializados, muitos dos quais falantes da língua portuguesa, dedicou-se inteiramente ao estudo do pensamento de Marx e de Engels. Contudo, não voltou da União Soviética convencido do modelo bolchevique de revolução, conforme escreveu mais tarde: “Entendi melhor os limites históricos da concepção de revolução socialista defendida pelo marxismo-leninismo” 
Quando, em 1991, a União Soviética foi abruptamente desintegrada, Amarílio formou uma comissão com os professores Fausto Matto Grosso e Marisa Bittar a fim de propor à UFMS a vinda do Professor Oleg Tsukânov de quem havia sido aluno de Economia Política no Instituto de Ciências Sociais de Moscou. A iniciativa foi levada adiante pelo então Reitor Fauze Scaff Gattass, que obteve do Ministério da Educação, em 1992, a contratação de Oleg Tsukânov para o Brasil, país que ele amava. Conviver com seu ex-professor no Brasil, conforme dizia Amarílio, foi a chance de ouro para que ele aprofundasse a sua compreensão sobre a revolução bolchevique. Foi uma rara amizade e uma rica relação intelectual.

## Vida acadêmica
Antes de se tornar professor universitário, Amarílio Ferreira Jr. exerceu a profissão no Curso Anglo- MACE (Campo Grande – MS) e na rede pública estadual de Mato Grosso do Sul. Em 1987, prestou concurso em História Antiga na Universidade Federal de Mato Grosso do Sul, onde, no Centro Universitário de Aquidauana, atuou na formação de professores. Em 1993, passou a ser docente na Universidade Federal de São Carlos, na condição de “acompanhamento de cônjuge”. Deixou a UFMS em 1998 após novo concurso público na UFSCar, e durante os seus 31 anos de docência naquela instituição, Amarílio foi obsessivo na defesa da escola pública brasileira, provocando os alunos no primeiro dia de aula com a sua clássica pergunta: “Quantos anos vocês pretendem se dedicar à escola pública brasileira por estudarem em uma instituição federal?” 
Como resultado de suas pesquisas e produção intelectual, Amarílio passou a ser, desde 2009, Pesquisador Produtividade em Pesquisa do CNPq. Sentia-se honrado por essa condição devido à sua origem de classe e por não ser oriundo de uma universidade do sistema público federal ou estadual. Comparando a sua situação com a de colegas de outros países, enaltecia o papel do CNPq para a pesquisa brasileira.
Na condição de orientador formou 24 doutores e 21 mestres, além de ter orientado dezenas de pesquisas em Iniciação Científica e em cursos de Especialização. Sua primeira pesquisa de fôlego foi a do seu Mestrado, realizado na UFMS (1989 – 1992), depois publicada no livro Sindicalismo de professores em Mato Grosso do Sul, tema de sua especialidade teórica e vivência prática. Em 2009, o Jornal Folha de Campo Grande, noticiou o lançamento do livro referindo-se ao autor como “o grande e fabuloso Amarílio”.
Três foram os temas de pesquisa realizados por Amarílio Ferreira Jr. durante mais de trinta anos: a educação no Brasil Colonial; a educação durante a ditadura militar; e a educação soviética. Para enfrentar os obstáculos que esse último tema oferece a pesquisadores que não sejam da língua russa ou inglesa, Amarílio valeu-se da experiência de ter vivido na União Soviética onde havia tido a oportunidade de conhecer por si próprio o socialismo real. Com Marisa Bittar, no Instituto de Educação da Universidade de Londres (UCL), entre 2011 e 2019, desenvolveu pesquisas que resultaram em dois livros: A educação soviética (EdUFSCar, 2021) e A escola da Revolução Russa, os primeiros sobre o tema no mundo da língua portuguesa. Além desses dois livros que resultaram das pesquisas no Instituto de Educação na University College London (UCL), Amarílio Ferreira Jr., que se declarava defensor do feminismo, estudou nos arquivos desse Instituto, de 2011 a 2019, a luta das professoras britânicas pela igualdade salarial. Em 2020, publicou o artigo "A luta do National Union of Women Teachers pela igualdade de gênero" na Revista Educação & Sociedade.
Amarílio exerceu a sua condição de professor e pesquisador ao lado da defesa da universidade pública brasileira desde que ingressou na Universidade Federal de Mato Grosso do Sul (UFMS) onde atuou ativamente na Associação dos Docentes (AdUFMS). Foi eleito duas vezes Presidente da Associação dos Docentes da Universidade Federal de São Carlos - AdUFSCar (2017 e 2019). Com o lema “Autonomia e pluralidade”, pautou-se pelo respeito a todas as correntes de pensamento e pela defesa da autonomia da universidade frente a partidos políticos. Em âmbito nacional, defendeu negociações entre movimento de professores e governo opondo-se às intermináveis greves que esvaziavam as universidades federais.
Crítico do produtivismo acadêmico, Amarílio encontrou tempo para se dedicar à fotografia, à natação e ao jogo de xadrez. Como fotógrafo amador, realizou as exposições "Anjos do Highgate" (2012); "UFSCar natural" (2013), "Igrejas do Kremlin" (2013); "Levante Estudantil" (2016) e "Resistência Popular" (2018). Leitor de Carlos Drummond de Andrade e de Ferreira Gullar, escreveu dois livros de poesia durante a sua luta contra o câncer: "Húmus da Terra" (2021) e "Metrópole" (2023).

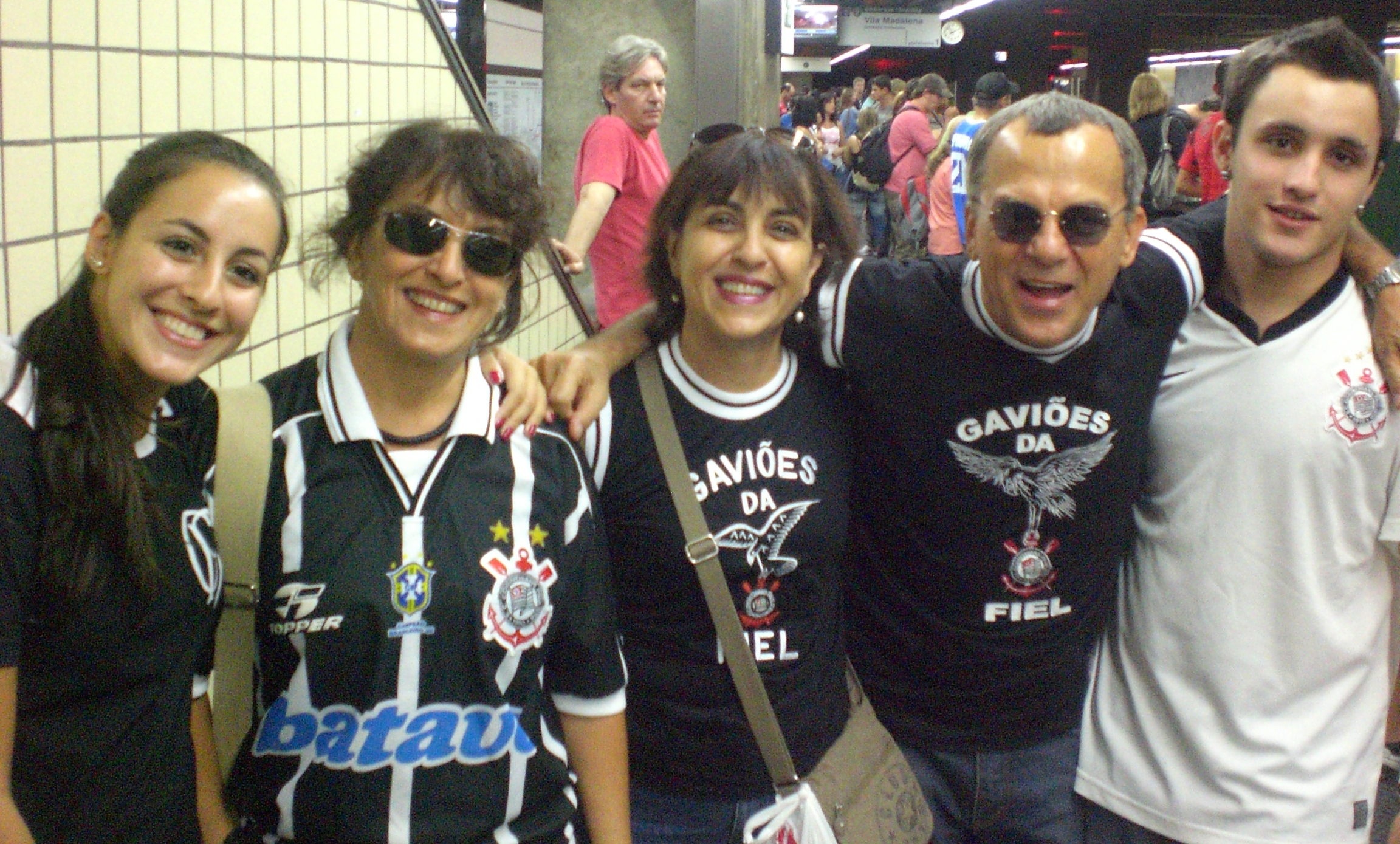
Da esquerda para a direita: Carime (filha de Mariluce Bittar), Marisa Bittar (esposa de Amarílio), Mariluce Bittar (cunhada de Amarílio), Amarílio Ferreira Junior e André (filho de Mariluce) em jogo do Corinthians no Pacaembu (2010).

Apaixonado por futebol, Amarílio devotou profundo amor ao Corinthians tendo frequentado o Pacaembu, a Neo Química Arena e também os jogos do Campeonato Paulista Sub-20 no interior de São Paulo. Durante as suas várias moradas em Londres (2011-2019), fez questão de conhecer o estádio do Corinthian-Casuals Football Club, o time amador inglês que inspirou, no Brasil, o nome do Corinthians. Amarílio costumava dizer que, estar no estádio, com o Corinthians em campo, era a maior explosão de alegria e congraçamento que se podia vivenciar, nenhuma emoção se igualava a ela.

Desapegado do poder, Amarílio foi assim definido por sua ex-aluna Taís Delaneze:
Ele sabia, tal como Ferreira Gullar, que a ‘história não se desenrola apenas nos campos de batalhas e nos gabinetes presidenciais’ e, por isso, também estava presente nas ruas e praças públicas, compartilhando suas ideias e reflexões. E, se a vida pede coragem, como nos dizeres de Guimarães Rosa, isso nunca lhe faltou: na luta contra a ditadura militar, nos embates políticos dentro e fora da Universidade e no próprio enfrentamento da doença que foi a causa de sua morte.
Na Assembleia Legislativa de Mato Grosso do Sul, o deputado Pedro Kemp (PT) assim se referiu ao amigo de longos anos: “Amarílio deixa um legado de profundo compromisso com a educação pública e a justiça social. Doutor em História pela USP, Amarílio será também eternamente lembrado tanto na universidade quanto fora dela, inspirando gerações de pesquisadores e educadores” 

Por sua vez, o senador Márcio Miguel Bittar que, durante a sua adolescência teve em Amarílio um inspirador político, assim discursou no dia 16 de abril de 2024, no Senado Federal:
Na UFSCar, Amarilio se tornou um dos professores mais amados pelos alunos, fator que se deveu ao seu profundo amor e compromisso pelo ensino, sua irreverência e brilho intelectual. Seu grande sonho era deixar a sala de aula apenas na compulsória, aos 75 anos de idade. Ele, que foi uma referência política para a sua geração na luta pela democracia, não fez concessões típicas do oportunismo nem se dobrou a qualquer poder. Costumava dizer: "Nunca tive medo de nada nem de ninguém".
O Conselho Municipal de Educação da cidade de São Carlos, expressando a sua importância como professor e pesquisador da UFSCar, "incansável defensor da escola pública brasileira, declarou que "ontem apagou-se uma luz na educação de São Carlos e do Brasil" (Prefeitura Municipal de São Carlos. Moção de Pesar, 4 de abril de 2024).
 

Homenageando-o, o Senador Márcio Miguel Bittar assim concluiu o seu discurso no Senado Federal: 
Amarílio Ferreira Jr. deixa um profundo vazio na sua geração, na sua família, nos seus queridos amigos, nas centenas de jovens estudantes que o amaram. Ele deixa um legado de compromisso incondicional com a educação brasileira e a democracia, deixa uma obra de fôlego como Pesquisador do CNPq, e deixa também um legado como ser humano generoso, otimista, alto astral, e apaixonado pelo Brasil.
No dia 26 de junho de 2025, durante a 34ª Sessão Ordinária da Câmara Municipal de Campo Grande (MS), foi aprovado o Projeto de Lei nº 11.598/2025, de autoria da vereadora Luiza Ribeiro (PT-MS), que altera o nome da Escola Municipal de Educação Infantil (EMEI) "Serradinho" para EMEI Professor Amarílio Ferreira Júnior.
O vereador Jean Felipe Morais Ferreira Barbosa (PT-MS) pediu a palavra e destacou a importância de se ressignificar e valorizar figuras que contribuíram significativamente para a educação no município de Campo Grande. Manifestou, assim, seu apoio ao projeto de lei como forma de fortalecer a trajetória do professor Amarílio Ferreira Júnior eternizando o seu nome.
A autora da proposta, vereadora Luiza Ribeiro, ressaltou que o professor Amarílio Ferreira Júnior, por sua luta pela democracia, teve relevância não apenas para o município, mas para todo o país. Enfatizou que, apesar de Amarílio ter falecido aos 70 anos, mantinha um espírito jovem, demonstrando entusiasmo e comprometimento com a defesa da educação pública — sua principal bandeira de luta.
1. ↑  «Amarilio Ferreira Jr.». Programa de Pós Graduação em Educação. Consultado em 11 de fevereiro de 2025
2. ↑  «Amarilio Ferreira Jr.». Programa de Pós Graduação em Educação. Consultado em 11 de fevereiro de 2025
3. ↑  Juliana Gobbe (31 de outubro de 2017), Amarílio Ferreira Júnior, consultado em 12 de fevereiro de 2025
4. ↑  Educar Direito (19 de junho de 2019), Separação dos três poderes e o "fazer legislativo": Na perspectiva do direito à Educação, consultado em 12 de fevereiro de 2025
5. ↑  pagina13 (19 de agosto de 2020). «Ao Diretório Nacional do Partido dos Trabalhadores». Página 13. Consultado em 11 de fevereiro de 2025
6. ↑  Ministério da Ciência, Tecnologia e Inovação, Governo Federal (8 de abril de 2024). «Nota de Pesar: Prof. Amarílio Ferreira Junior». Conselho Nacional de Desenvolvimento Científico e Tecnológico. Consultado em 11 de fevereiro de 2025
7. ↑  Ramos, Graciliano (9 de maio de 2023). Infância 51 ed. Rio de Janeiro, RJ: Editora Record
8. ↑  O meu pé de laranja lima. [S.l.]: Editora Melhoramentos. 29 de julho de 2021
9. ↑  Ferreira Jr., Amarilio; Bittar, Marisa (dezembro de 2006). «A ditadura militar e a proletarização dos professores». Educação & Sociedade (97): 1159–1179. ISSN 0101-7330. doi:10.1590/s0101-73302006000400005. Consultado em 12 de fevereiro de 2025
10. 1 2 3 4  Bittar, Marcio (16 de abril de 2024). «REQUERIMENTO N° 249, DE 2024». SENADO FEDERAL. Consultado em 12 de fevereiro de 2025
11. ↑  «site». site. Consultado em 11 de fevereiro de 2025
12. ↑  Ferreira Jr., Amarilio; Bittar, Marisa (dezembro de 2008). «Educação e ideologia tecnocrática na ditadura militar». Cadernos CEDES: 333–355. ISSN 0101-3262. doi:10.1590/S0101-32622008000300004. Consultado em 12 de fevereiro de 2025
13. ↑  GRUPHIS (8 de dezembro de 2021), II SIMPOHASTE - Mesa 01 - A presença de Hermes Zaneti na construção da CNTE, consultado em 12 de fevereiro de 2025
14. ↑  MATTO GROSSO, Fausto. Histórias que ninguém iria contar. Brasília: Fundação Astrojildo Pereira, 2022.
15. ↑  BRASIL. Serviço Nacional de Informações (SNI). Informação NQ 031/116/ACG/80.
16. ↑  Araraquara, Do G1 São Carlos e (4 de novembro de 2016). «São Carlos completa 159 anos; nomes de ruas lembram história da cidade». São Carlos e Região. Consultado em 15 de fevereiro de 2025
17. ↑  MATTO GROSSO, Fausto. Histórias que ninguém iria contar. Brasília: Fundação Astrojildo Pereira, 2022.
18. ↑  «Folha de S.Paulo - Marisa Bittar e Amarilio Ferreira Jr.: A esquerda e a crise do PT - 23/08/2005». www1.folha.uol.com.br. Consultado em 12 de fevereiro de 2025
19. ↑  PROIFES Federação (8 de outubro de 2019), Fala de Amarilio Junior em Audiência Pública da Comissão de Educação da Câmara dos Deputados, consultado em 12 de fevereiro de 2025
20. ↑  HISTEDBR (25 de outubro de 2017), A educação nos primeiros tempos da Rússia soviética - Amarilio Ferreira JR, consultado em 12 de fevereiro de 2025
21. ↑  Ferreira Jr., Amarilio; Bittar, Marisa (setembro de 2008). «A educação na perspectiva marxista: uma abordagem baseada em Marx e Gramsci». Interface - Comunicação, Saúde, Educação (26): 635–646. ISSN 1414-3283. doi:10.1590/s1414-32832008000300014. Consultado em 12 de fevereiro de 2025
22. ↑  PPGE (6 de outubro de 2023), Lançamento do Livro "A escola da Revolução Russa" com Amarílio Ferreira e Marisa Bittar, consultado em 12 de fevereiro de 2025
23. ↑  FERREIRA Jr., Amarilio. In: Beatriz T. Daudt Fischer. (Org.). Tempos de escola. Memórias. 1ed.São Leopoldo e Brasília: Líber Livros; Oikos, 2012, v. 3.
24. ↑  ProfEduc UEMS (7 de abril de 2021), Aula Magna PROFEDUC/UEMS (07/04/21), consultado em 12 de fevereiro de 2025
25. ↑  BITTAR, Marisa. Viver é melhor que sonhar. ResearchGate, 2024 (Memórias). Disponível em: https://www.researchgate.net/publication/379664739_Viver_e_melhor_que_sonhar
26. ↑  FERREIRA Jr., Amarilio. In: Beatriz T. Daudt Fischer. (Org.). Tempos de escola. Memórias. São Leopoldo e Brasília: Líber Livros; Oikos, 2012, v. 3.
27. ↑  «Chamadas públicas - Portal CNPq». memoria2.cnpq.br. Consultado em 15 de fevereiro de 2025
28. ↑  Ferreira Junior, Amarilio (20 de agosto de 2003). Professores: Sindicalismo Em Mato Grosso Do Sul. [S.l.]: Editora da UFMS - EDUFMS
29. ↑  Ferreira Jr., Amarilio; Bittar, Marisa (dezembro de 2008). «Educação e ideologia tecnocrática na ditadura militar». Cadernos CEDES: 333–355. ISSN 0101-3262. doi:10.1590/S0101-32622008000300004. Consultado em 15 de fevereiro de 2025
30. ↑  Baú da Folha. Folha de Campo Grande, 20 a 26 de setembro de 2009, p. 8
31. ↑  Jr, Amarilio Ferreira (13 de setembro de 2010). História da Educação Brasileira:  Da colônia ao Século XX. Col: UAB-UFSCar. [S.l.]: Edufscar
32. ↑  Ferreira Jr., Amarilio; Bittar, Marisa (dezembro de 2006). «A ditadura militar e a proletarização dos professores». Educação & Sociedade: 1159–1179. ISSN 1678-4626. doi:10.1590/S0101-73302006000400005. Consultado em 15 de fevereiro de 2025
33. ↑  Bittar, Marisa; Ferreira Junior, Amarilio (13 de dezembro de 2017). «A última reforma da educação Soviética». Revista HISTEDBR On-line (3). 732 páginas. ISSN 1676-2584. doi:10.20396/rho.v17i3.8650923. Consultado em 15 de fevereiro de 2025
34. ↑  FERREIRA JÚNIOR, Amarílio.; BITTAR, Marisa (2021). A educação soviética. São Carlos - SP: EdUFSCar. ISBN 978-6586768244
35. ↑  Lee, Diany Akiko (26 de julho de 2023). A Escola da Revolução Russa. Amarilio Ferreira Jr, Marisa Bittar. São Carlos, SP: Pedro Amaro Moura Brito
36. ↑  FERREIRA Jr., Amarilio. A LUTA DO NATIONAL UNION OF WOMEN TEACHERS PELA IGUALDADE DE GÊNERO. EDUCAÇÃO & SOCIEDADE, v. 41, p. e231015-e231015, 2020.
37. ↑  «Amarilio Ferreira Jr.». Programa de Pós Graduação em Educação. Consultado em 15 de fevereiro de 2025
38. ↑  BITTAR, Marisa. A sala de aula como vocação. Jornal Primeira Página, B-4. São Carlos, 21 abril, 2024.
39. ↑  Trinity, Agência (5 de janeiro de 2013). «"Anjos do Highgate" reúne fotos feitas por professor da UFSCar». Jornal Primeira Página. Consultado em 3 de março de 2025
40. ↑  «Clipping». www.saci.ufscar.br. Consultado em 3 de março de 2025
41. ↑  «Igrejas de Moscou são tema de exposição na biblioteca da UFSCar – Biblioteca Jurídica». Consultado em 3 de março de 2025
42. ↑  FERREIRA Jr., Amarilio. Húmus da Terra. São Carlos: Pedro & João Editores, 2021.

FERREIRA Jr., Amarilio. Metrópole. São Carlos: Pedro & João Editores, 2023.
43. ↑  DELANEZE, Taís. Ao Mestre. Universidade Federal de São Carlos, 29 de agosto de 2024, p. 03.
44. ↑  Assembleia Legislativa de MS (10 de abril de 2024), Pedro Kemp apresenta moção de pesar, consultado em 15 de fevereiro de 2025
45. ↑  «Bittar pede voto de pesar pela morte de cunhado: 'sofria perseguição'». Senado Federal. Consultado em 15 de fevereiro de 2025
46. ↑  FERREIRA Jr., Amarilio. A LUTA DO NATIONAL UNION OF WOMEN TEACHERS PELA IGUALDADE DE GÊNERO. EDUCAÇÃO & SOCIEDADE, v. 41, p. e231015-e231015, 2020.
47. ↑  «Bittar pede voto de pesar pela morte de cunhado: 'sofria perseguição'». Senado Federal. Consultado em 15 de fevereiro de 2025
48. ↑  Câmara CGMS (26 de junho de 2025), 34ª Sessão Ordinária 2025 - 26/06/2025, consultado em 6 de julho de 2025
49. ↑  jeozadaque@camara.ms.gov.br (12 de fevereiro de 2025). «Em projeto de lei, vereadora Luiza Ribeiro homenageia professor Amarílio Ferreira Junior com nome em EMEI». Câmara Municipal de Campo Grande - MS. Consultado em 6 de julho de 2025
50. ↑  «Luiza Ribeiro». Câmara Municipal de Campo Grande - MS. Consultado em 7 de julho de 2025
51. ↑  «Jean Ferreira». Câmara Municipal de Campo Grande - MS. Consultado em 7 de julho de 2025